# Mr. Saturday Night
Mr. Saturday Night (br.: A arte de fazer rir) é um filme estadunidense de 1992 do gênero Comédia dramática, protagonizado, produzido, co-escrito e dirigido por Billy Crystal, distribuído pela Columbia Pictures.

## Elenco
- Billy Crystal...Buddy Young, Jr.
- David Paymer...Stan
- Julie Warner...Elaine
- Helen Hunt...Annie Wells
- Jerry Orbach...Phil Gussman
- Ron Silver...Larry Meyerson
- Mary Mara...Susan

- Participações especiais dos comediantes Jerry Lewis, Carl Ballantine, Slappy White e Jackie Gayle, juntos como eles mesmos numa cena no Friars Club de Nova Iorque.

- Os Beatles aparecem em cenas gravadas da TV americana.

## Sinopse
Buddy Young Jr. é um comediante stand-up que ficou conhecido na TV americana durante a segunda metade da década de 1950 como "Senhor Sábado a Noite" (Mr. Saturday Night) e que viu a carreira entrar em declínio ao insistir em apresentar piadas ofensivas. Seu agente e auxiliar permanente é seu irmão,Stan, que vive à sombra e muitas vezes se sente humilhado pelo ego e arrogância de Buddy. Depois de muitos anos, Stan resolve se aposentar e ir morar na Flórida. Buddy tenta se reerguer procurando outro agente, quando conhece a iniciante Annie Wells.
Em muitos flashbacks, os irmão são mostrados ainda na infância e adolescência divertindo os parentes, aparece o encontro de Buddy com a futura esposa Elaine e também a difícil relação dele com os filhos.